# Saint-Alban-d'Ay
Pour les articles homonymes, voir Saint-Alban.
Saint-Alban-d'Ay est une commune française du département de l'Ardèche, en région Auvergne-Rhône-Alpes. Au dernier recensement de 2022, la commune comptait 1 396 habitants.

## Géographie

### Situation et description
La commune de Saint-Alban-d'Ay occupe une assez vaste superficie de 23 km2 « entre montagne et vallée », selon le slogan qu'elle s'est choisi : depuis les 380 m de la rivière d'Ay aux 1 191 m du suc de Vent. Côté montagne, les plis du relief abritent plus de trente hameaux, encore tous habités. Au-delà, c'est la forêt, qui occupe un tiers de la superficie communale.

### Communes limitrophes
Saint-Alban-d'Ay est limitrophe de cinq communes, toutes situées dans le département de l'Ardèche et réparties géographiquement de la manière suivante :

### Climat
Pour des articles plus généraux, voir Climat d'Auvergne-Rhône-Alpes et Climat de l'Ardèche.
En 2010, le climat de la commune est de type climat des marges montargnardes, selon une étude du CNRS s'appuyant sur une série de données couvrant la période 1971-2000. En 2020, Météo-France publie une typologie des climats de la France métropolitaine dans laquelle la commune est dans une zone de transition entre le climat de montagne et le climat méditerranéen et est dans la région climatique Sud-est du Massif Central, caractérisée par une pluviométrie annuelle de 1 000 à 1 500 mm, minimale en été, maximale en automne.
Pour la période 1971-2000, la température annuelle moyenne est de 10,9 °C, avec une amplitude thermique annuelle de 17,1 °C. Le cumul annuel moyen de précipitations est de 914 mm, avec 8,6 jours de précipitations en janvier et 5,9 jours en juillet. Pour la période 1991-2020, la température moyenne annuelle observée sur la station météorologique de Météo-France la plus proche, « Préaux Sa », sur la commune de Préaux à 5 km à vol d'oiseau, est de 12,0 °C et le cumul annuel moyen de précipitations est de 869,8 mm,. Pour l'avenir, les paramètres climatiques de la commune estimés pour 2050 selon différents scénarios d'émission de gaz à effet de serre sont consultables sur un site dédié publié par Météo-France en novembre 2022.

### Hydrographie
Le territoire communal est bordé dans sa partie méridionale par l'Ay, un affluent direct du Rhône.

## Urbanisme

### Typologie
Au 1er janvier 2024, Saint-Alban-d'Ay est catégorisée commune rurale à habitat dispersé, selon la nouvelle grille communale de densité à 7 niveaux définie par l'Insee en 2022.
Elle est située hors unité urbaine. Par ailleurs la commune fait partie de l'aire d'attraction d'Annonay, dont elle est une commune de la couronne,. Cette aire, qui regroupe 37 communes, est catégorisée dans les aires de 50 000 à moins de 200 000 habitants,.

### Occupation des sols
L'occupation des sols de la commune, telle qu'elle ressort de la base de données européenne d’occupation biophysique des sols Corine Land Cover (CLC), est marquée par l'importance des territoires agricoles (48,5 % en 2018), en diminution par rapport à 1990 (50,1 %). La répartition détaillée en 2018 est la suivante : 
forêts (48,2 %), prairies (24,4 %), zones agricoles hétérogènes (20,7 %), terres arables (3,4 %), zones urbanisées (3,2 %).
L'évolution de l’occupation des sols de la commune et de ses infrastructures peut être observée sur les différentes représentations cartographiques du territoire : la carte de Cassini (XVIIIe siècle), la carte d'état-major (1820-1866) et les cartes ou photos aériennes de l'IGN pour la période actuelle (1950 à aujourd'hui).

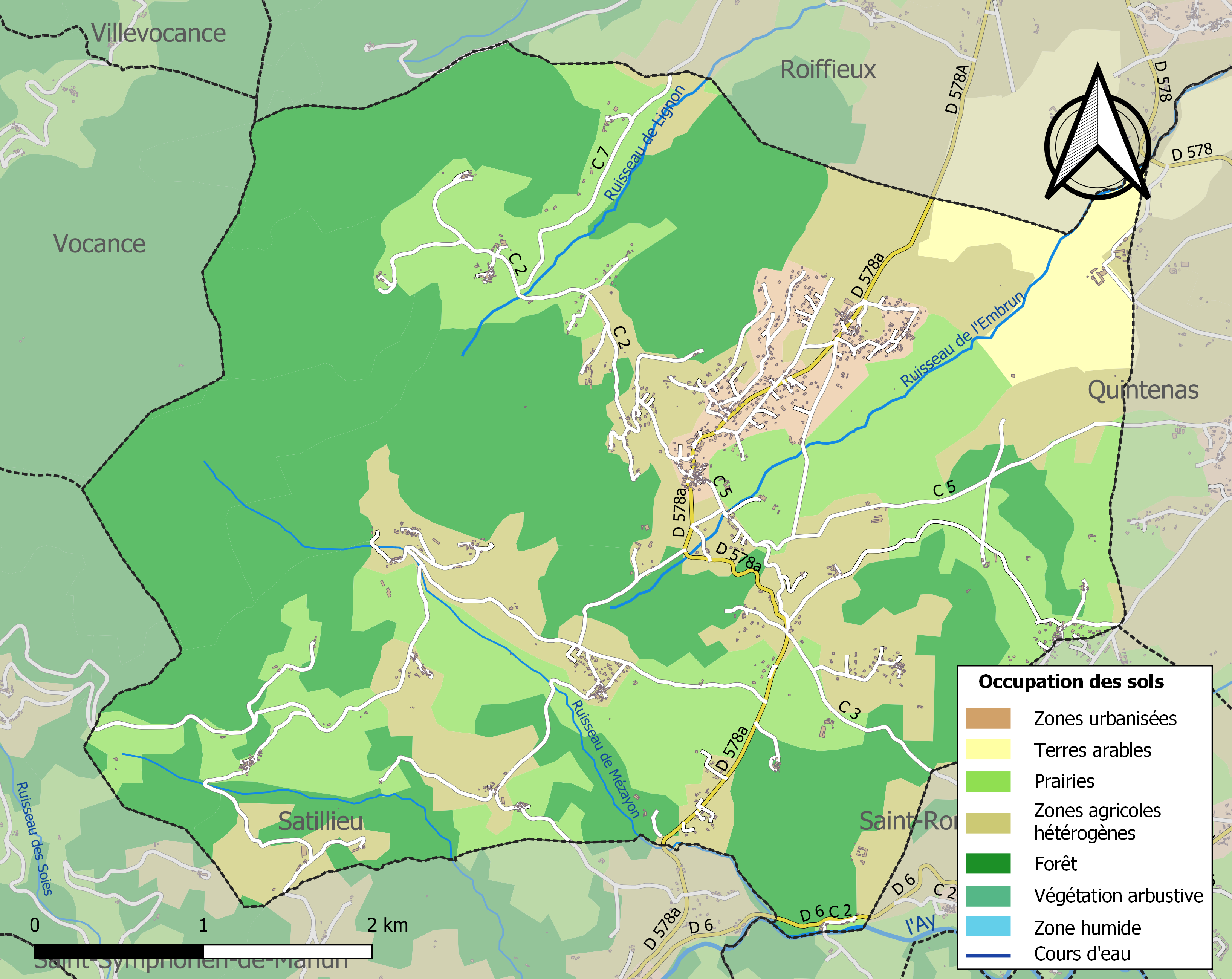
Carte des infrastructures et de l'occupation des sols de la commune en 2018 (CLC).

## Toponymie
Lors de la Révolution Française, Saint-Alban d'Ay prend le nom de Monban puis Montbane en 1793 (an II), suivant le mouvement de déchristianisation des noms des communes françaises. Elle reprend son nom pré-révolutionnaire en 1801.

## Histoire

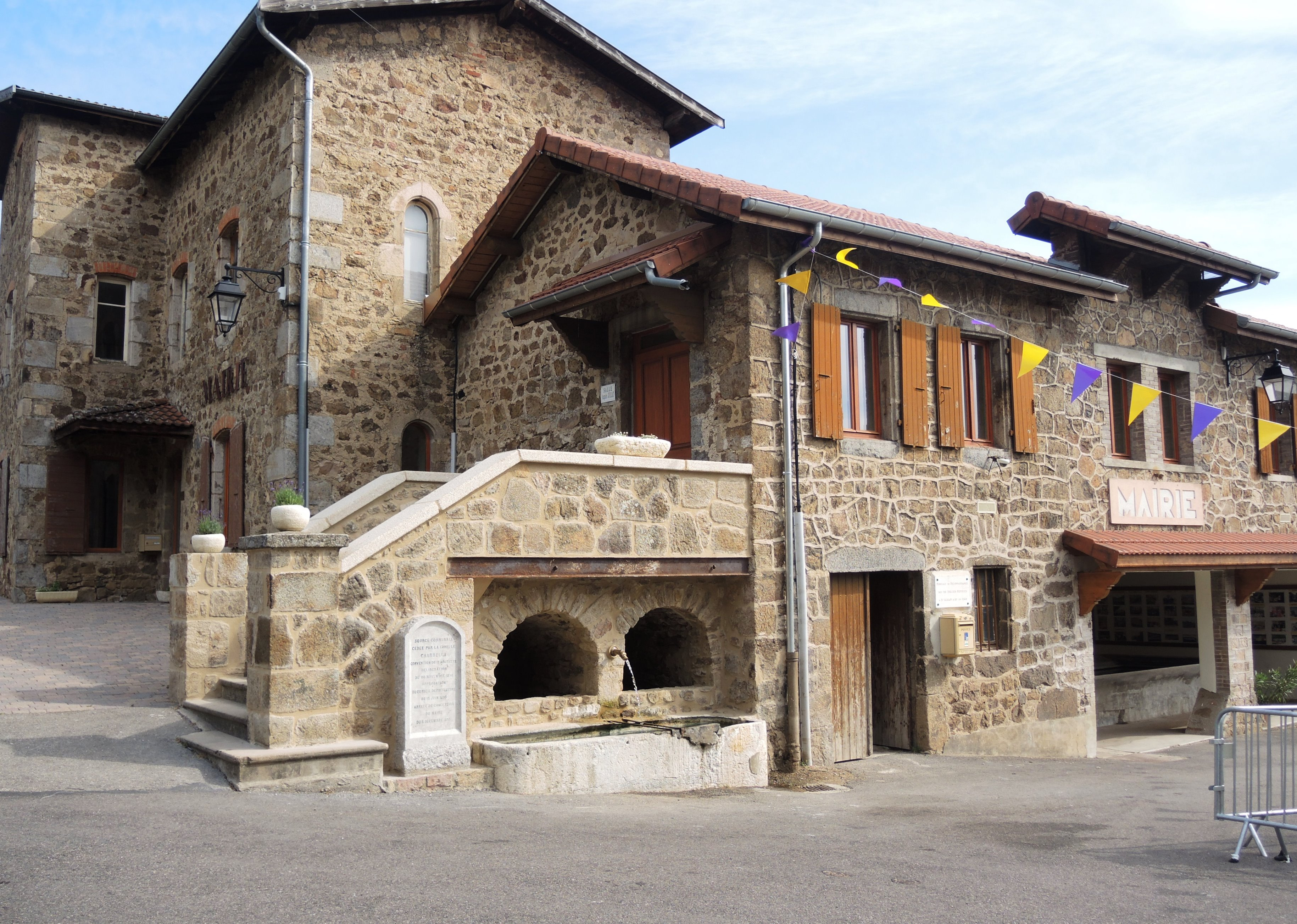
La source restaurée et le lavoir, sous le bâtiment de la mairie.

L'habitat s'est installé il y a sans doute très longtemps aux abords du plateau. On trouve par exemple des pierres à cupules sur la colline de Peyre-Bœuf qui domine le village actuel. Ce dernier était sans doute situé sur une ancienne voie d'Annonay au Velay.
Une agglomération s'est formée autour du château actuel des Rieux, qui existe depuis 1280. À la fin du XVIe siècle, le village s'est réorganisé à sa place actuelle, sous l'église, où l'on trouve de belles façades traditionnelles. Une de ces maisons a abrité la famille du compositeur ardéchois Vincent d'Indy. Saint-Alban-d'Ay a compté jusqu'à 1 404 habitants en 1851, et son activité agricole a favorisé l'installation de grandes propriétés, avec encore quatre châteaux sur son territoire. Mais la commune a connu ensuite un déclin, avec seulement 738 habitants en 1968.
Depuis, la construction de maisons individuelles a ramené la population à son niveau maximum d'autrefois. L'activité agricole s'est assez bien maintenue, avec encore une dizaine d'agriculteurs à plein temps. Des commerces et des services essentiels se réinstallent progressivement. L'activité associative est importante avec une vingtaine d'associations :
- Fnaca, jeunes AAJSA, Ogec Saint-Roch, Apel Saint-Roch, Amicale laïque, Le Sou des Écoles, cantine Les petits croque-tout, aînés Rencontres Albanaises.
- ACCA, Amicale Boule, AAJSA Section foot.
- Batterie fanfare L'Avenir, chorale Chant'Ay.
- Comité des fêtes, Syndicat agricole.
- Bibliothèque, Les Amis de la Truffole (1995), La Truffole fonds historique, Aidons le Burkina Faso.

## Politique et administration

### Liste des maires
| Période           | Période                    | Identité                            | Étiquette                                              | Qualité |
| ----------------- | -------------------------- | ----------------------------------- | ------------------------------------------------------ | --- |
| 1790              | Avril 1793                 | Zacharie Blanchet                   |                                                        | |
| 1793              | 18 octobre 1795            | Jean Dumas                          |                                                        | |
| 19 novembre 1796  | 19 février 1797            | Jean Coupier                        |                                                        | |
| 26 septembre 1800 | Février 1801               | Jean Coupier                        |                                                        | |
| 20 février 1801   | Janvier 1802               | François Brunel de la Chomotte      |                                                        | |
| 26 janvier 1802   | Novembre 1830              | Louis Romanet de Lestrange          |                                                        | |
| fin 1830          | 17 décembre 1831           | Jean-Baptiste Berard                |                                                        | |
| 17 décembre 1831  | 20 janvier 1835            | Barthélémy Desgrand                 |                                                        | |
| 20 janvier 1835   | 17 septembre 1843          | Jean François Brunel de la Chomotte |                                                        | |
| 17 septembre 1843 | 20 août 1848               | Théodore de Romanet                 |                                                        | Marquis de Lestrange |
| 20 août 1848      | 4 septembre 1852           | Joseph Trouiller                    |                                                        | |
| 4 septembre 1852  | 15 janvier 1871            | Théodore de Romanet                 |                                                        | Marquis de Lestrange |
| 15 janvier 1871   | 21 janvier 1878            | Bartélémy Faurite                   |                                                        | |
| 21 janvier 1871   | 3 août 1879                | Charles Vachon de Lestra            |                                                        | |
| 3 août 1879       | 23 janvier 1881            | Théodore de Romanet                 |                                                        | Marquis de Lestrange |
| 23 janvier 1881   | 10 septembre 1907          | Charles Vachon de Lestra            | Qualifié de "réactionnaire" par le journal de Tournon. | À la suite d'un désaccord avec son conseil municipal, il démissionne de son mandat en septembre 1899 (avant d'être probablement réélu)                           |
| 24 novembre 1907  | 10 juillet 1907            | Ardoin de Romanet                   |                                                        | Marquis de Lestrange |
| 10 juillet 1927   | 19 mai 1929                | Louis de la Fayolle de Mars         |                                                        | |
| 19 mai 1929       | 29 janvier 1936            | Auguste Juillat                     |                                                        | |
| 29 janvier 1936   | 16 juillet 1944            | Henri de Romanet                    |                                                        | Marquis de Lestrange |
| 17 septembre 1944 | 17 mai 1945                | Emile Brunel                        |                                                        | Président du comité de libération avec prérogatives de maire |
| 17 mai 1945       | 7 mai 1953                 | Emile Brunel                        |                                                        | |
| 7 mai 1953        | 1er février 1975           | Jean de Missolz                     | CD                                                     | Conseiller général du canton de Satillieu (1964-1975) Suppléant du député Louis Roche-Defrance (1967-1968) Initiateur et président du SIVM du canton (1964-1975) |
| 13 mars 1975      | 23 mars 2001               | Lucien Brunel                       |                                                        | Président du SIVM du canton (1987-2001) |
| 23 mars 2001      | 21 mars 2008               | Bernard Riffard                     |                                                        | |
| 21 mars 2008      | En cours (au 11 juin 2023) | André [Joseph Maurice] Ferrand,     | ? puis LR                                              | Administrateur de sociétés |

,

## Population et société

### Démographie
L'évolution du nombre d'habitants est connue à travers les recensements de la population effectués dans la commune depuis 1793. Pour les communes de moins de 10 000 habitants, une enquête de recensement portant sur toute la population est réalisée tous les cinq ans, les populations de référence des années intermédiaires étant quant à elles estimées par interpolation ou extrapolation. Pour la commune, le premier recensement exhaustif entrant dans le cadre du nouveau dispositif a été réalisé en 2007.

En 2022, la commune comptait 1 396 habitants, en évolution de +1,9 % par rapport à 2016 (Ardèche : +2,48 %, France hors Mayotte : +2,11 %).
| 1793  | 1800 | 1806  | 1821  | 1831  | 1836  | 1841  | 1846  | 1851  |
| ----- | ---- | ----- | ----- | ----- | ----- | ----- | ----- | ----- |
| 1 215 | 960  | 1 163 | 1 229 | 1 182 | 1 209 | 1 211 | 1 332 | 1 404 |

| 1856  | 1861  | 1866  | 1872  | 1876  | 1881  | 1886  | 1891  | 1896  |
| ----- | ----- | ----- | ----- | ----- | ----- | ----- | ----- | ----- |
| 1 336 | 1 377 | 1 371 | 1 330 | 1 290 | 1 221 | 1 213 | 1 257 | 1 218 |

| 1901  | 1906  | 1911  | 1921 | 1926 | 1931 | 1936 | 1946 | 1954 |
| ----- | ----- | ----- | ---- | ---- | ---- | ---- | ---- | ---- |
| 1 136 | 1 138 | 1 004 | 892  | 877  | 846  | 840  | 798  | 779  |

| 1962 | 1968 | 1975 | 1982 | 1990  | 1999  | 2006  | 2007  | 2012  |
| ---- | ---- | ---- | ---- | ----- | ----- | ----- | ----- | ----- |
| 769  | 738  | 782  | 889  | 1 005 | 1 118 | 1 248 | 1 266 | 1 316 |

| 2017  | 2022  | - | - | - | - | - | - | - |
| ----- | ----- | - | - | - | - | - | - | - |
| 1 397 | 1 396 | - | - | - | - | - | - | - |

### Enseignement
Saint-Alban-d'Ay dépend de l'académie de Grenoble. Elle gère une école primaire publique nommée « du Petit Prince », comprenant quatre classes[réf. souhaitée] et 82 élèves scolarisés en 2015-2016 ; il existe aussi une école élémentaire privée Saint-Roch comprenant trois classes[réf. souhaitée].

### Manifestations culturelles et festivités
Le Comité des Fêtes de Saint-Alban-d'Ay a été créé en 1995. Il s'agit d'une association autonome, et qui parvient à rassembler les bénévoles des autres associations dans les grandes circonstances. Actuellement, il organise quatre grandes animations dans l'année : un vide greniers en mai, le passage de l'Ardéchoise en juin, un grand marché semi-nocturne et festif début août et la Fête des Illuminations le 8 décembre. Le Comité a acquis du matériel de fête qu'il prête aux associations et aux particuliers.

### Médias
La commune est située dans la zone de distribution de deux organes de la presse écrite :
- L'Hebdo de l'Ardèche

Il s'agit d'un journal hebdomadaire français basé à Valence et diffusé à Privas depuis 1999. Il couvre l'actualité de tout le département de l'Ardèche.
- Le Dauphiné libéré

Il s'agit d'un journal quotidien de la presse écrite française régionale distribué dans la plupart des départements de l'ancienne région Rhône-Alpes, notamment l'Ardèche. La commune est située dans la zone d'édition d'Annonay - Nord Ardèche.

### Cultes
La communauté catholique et l'église paroissiale de Saint-Alban-d’Ay (propriété de la commune) sont rattachées à la paroisse Saint François Régis (Ay et Daronne), elle-même rattachée au diocèse de Viviers.

## Économie

### Commerces et services
Le village compte plusieurs commerces, ainsi que le restaurant La Truffolie.

## Culture locale et patrimoine

### Lieux et monuments

#### L'église et le village

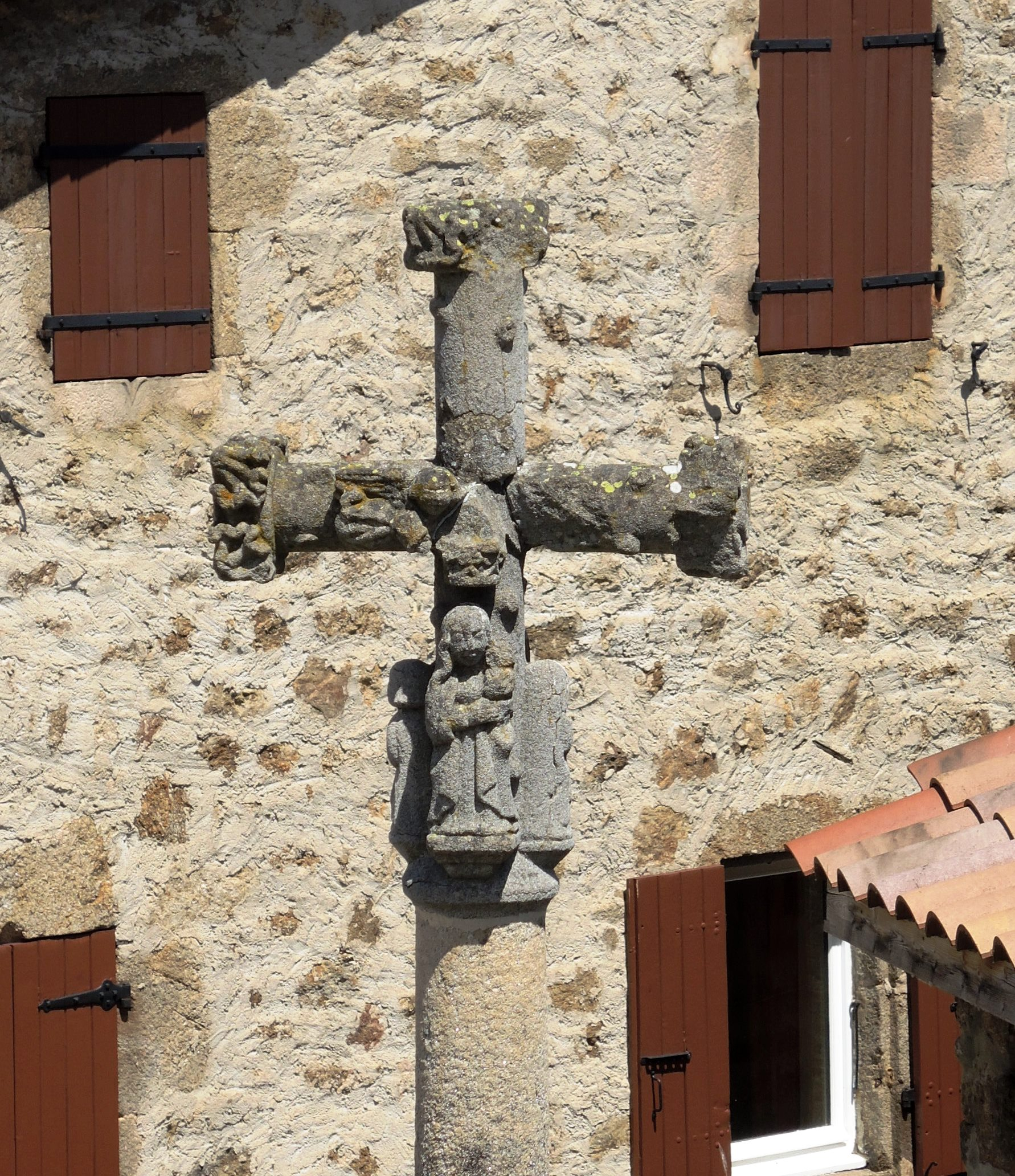
La croix de peste, du XVIe siècle.

L'église actuelle du village, bâtie sur l'emplacement de l'église primitive, date de 1882, avec son style néo-gothique qui était à la mode à cette époque. Ses vitraux sont cependant remarquables par leur qualité, réalisés par le maître-verrier lyonnais Dufrêne. Elle est dédiée à saint Alban et à saint Roch et elle fait partie de la paroisse catholique Saint-François Régis (Ay-Daronne).
Près de l'entrée de l'église, on pourra remarquer une belle croix de peste à personnages réalisée au XVIe siècle et classée monument historique en 1933.
Les dernières équipes municipales se sont attachées à mettre en valeur les éléments les plus estimables du centre village : la source communale et le lavoir (contre le bâtiment de la mairie) et la source St-Roch (plus à l'écart au nord). Les maisons les plus anciennes se situent sous l'église. La plus remarquable a appartenu à une branche de la famille du musicien cévenol Vincent d'Indy.

#### Quatre châteaux

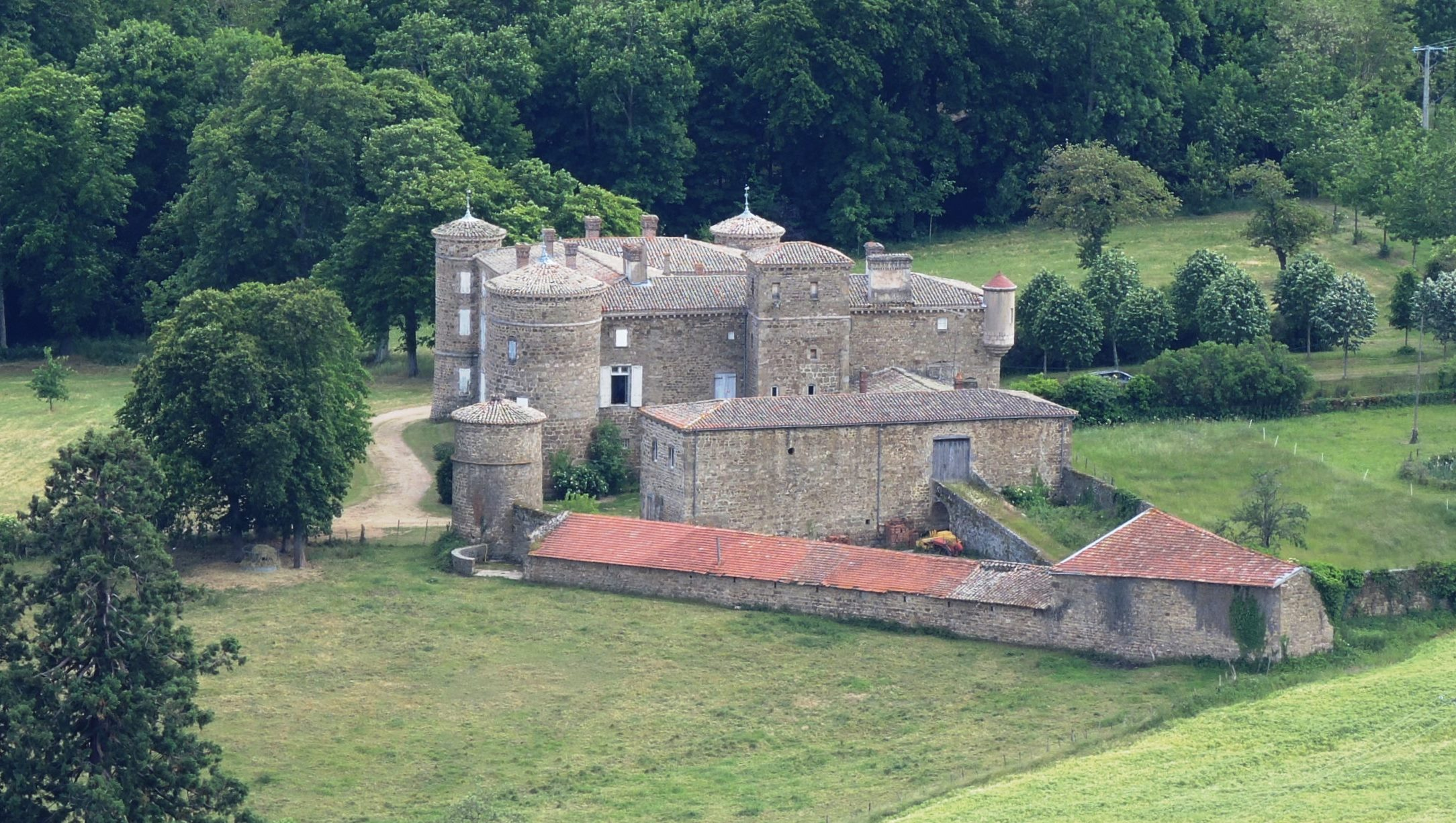
Le château des Rieux, le plus ancien de la commune.

Le château des Rieux est le plus ancien, construit aux alentours de 1280. Ses réaménagements ultérieurs lui ont conservé une allure remarquable de château défensif. Ses parties les plus anciennes sont probablement la partie nord située autour du grand donjon carré. Au XIVe siècle, le site appartenait à un seigneur, André Fabry, dont le nom a évolué ensuite en Faure, puis Faure des Rieux et enfin Du Faure. Par le jeu des mariages, le nom des propriétaires a changé plusieurs fois après 1650. Fin XIXe, par exemple, les Vachon de Lestra, dont un des membres a été maire de Satillieu et conseiller général. La famille Gaspard, actuelle propriétaire, fait toujours partie de cette même lignée.
Le château de Pierre Grosse est proche de celui des Rieux, séparé seulement par le début du ruisseau d'Embrun. Son nom vient certainement du gros rocher qui a été ensuite inclus dans une partie plus récente. Les deux tours rondes des angles Est sont les plus anciennes. Les deux tours carrées de l'ouest, plus résidentielles, datent de périodes moins troublées. En 1415, le château appartenait à un Gonon de Pierregrosse. Il a abrité plus tard des Romanet de Lestrange puis vers 1850 Auguste de la Fayolle de Mars. En 1866, Louis de la Fayolle de Mars épousait Hélène Vachon de Lestra, de la famille voisine des Rieux. Leur fils Louis a été maire de St-Alban entre 1927 et 1929. La propriété a été vendue par deux fois, en 1990 et en 1998.
Le château de la Faurie est un grand bâtiment résidentiel construit en 1611 et plusieurs fois remanié, notamment à la fin du XVIIIe et au début du XXe siècle. Il continue d'appartenir à la famille de Romanet, qui a étendu son nom à celui des de Lestrange à l’occasion d’un mariage en 1743. Jean-Louis-Baptiste, marquis de Lestrange, a été maire de Saint-Alban d’Ay de 1802 à 1830 et conseiller général du canton de 1833 à 1851. Les descendants actuels portent le nom de Colas des Francs. La grand-mère d'Antoine de Saint-Exupéry, née de Lestrange, y a donné naissance en 1875 à la mère de l'écrivain. Ce dernier y est venu au moins une fois en vacances, en 1907.
Le château du Plantier a été construit sur le versant exposé au sud de la vallée de l'Ay, sur la paroisse de Saint-Romain. Son origine remonte sans doute au XVe siècle avec un réaménagement important vers 1780 par Bernard de Chaves de la Chavas. Le château est resté depuis dans la même famille. Celle-ci a été aussi propriétaire du château de Notre Dame d'Ay. En 1831, Mme de Larochette, qui résidait au Plantier, s'est occupée d'agrandir la chapelle du sanctuaire. La propriété du Plantier continue d'être entretenue par les du Peloux, descendants de la même lignée.
Ces quatre châteaux appartiennent à des propriétaires privés, qui s'appliquent à maintenir à leurs sites leurs caractères remarquables.

#### Le berceau de la Truffole

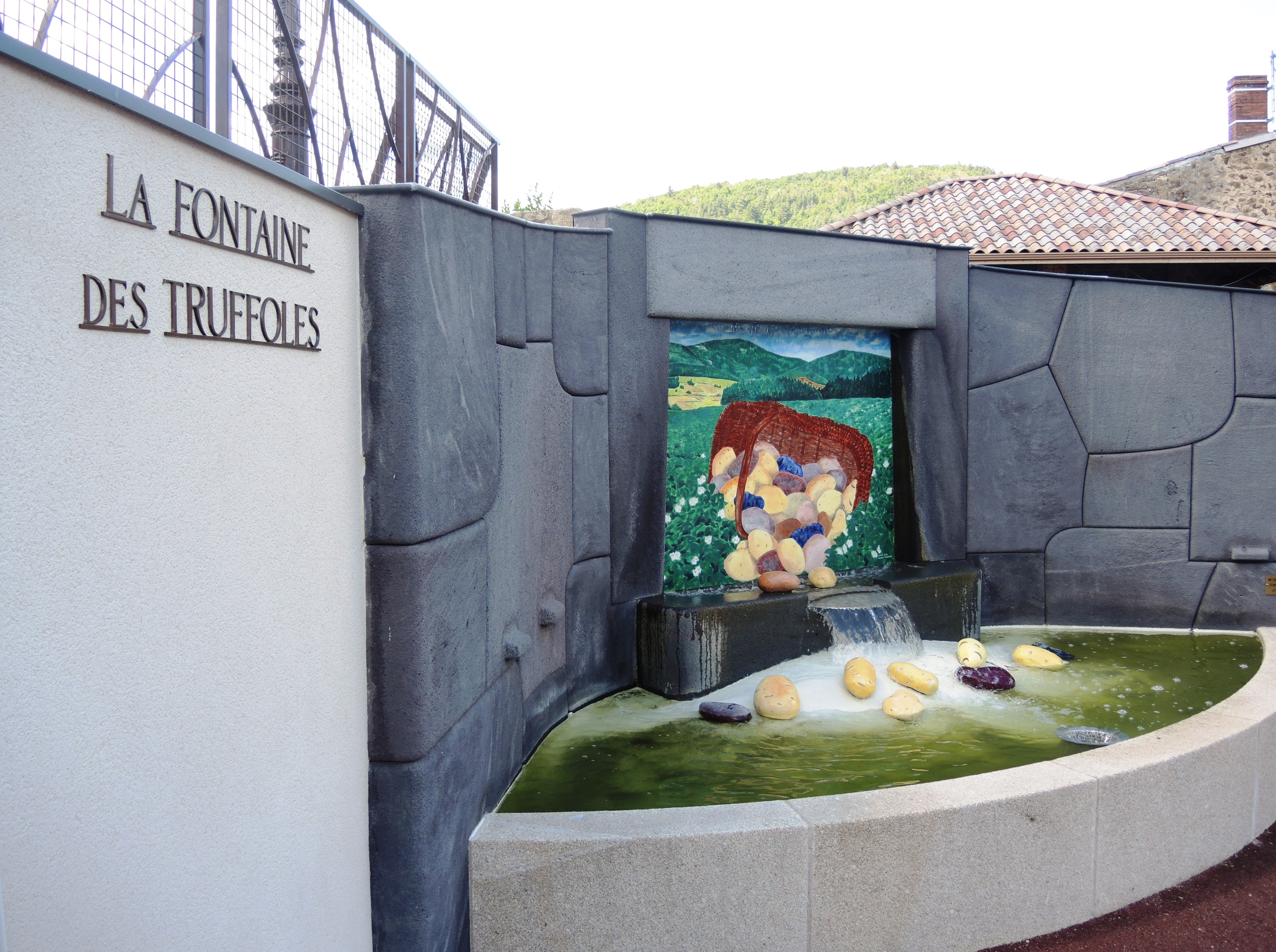
La fontaine créée en l'honneur de la truffole.

La culture de la pomme de terre a été popularisée en France par le pharmacien agronome Antoine Parmentier à partir de 1771. Mais ce tubercule originaire d'Amérique du Sud avait été importé en Europe à partir de 1534. Saint-Alban d'Ay s'en réclame comme un berceau précoce, car un texte certifie qu'elle y a été introduite vers 1540. Elle avait été apportée d'Espagne par le moine franciscain Pierre Sornas, qui était venu se retirer dans son hameau natal de Bécuse après une grande partie de sa vie passée en Espagne. La pomme de terre s'est rapidement répandue, au moins dans la région d'Annonay. On appelait alors ce tubercule en patois  (occitan) « la(s) trifolà(s) ». Le nom générique pour désigner la pomme de terre a été francisé au XVIIIe siècle en « truffole », qui désigne toujours aujourd'hui encore la plante (la trifola).
À partir de 1995, l'association Les Amis de la Truffole a cherché à remettre en avant ce patrimoine culturel et agricole local. Des agriculteurs en produisent actuellement en marque déposée. Le mot « truffole » est protégé auprès de l'INPI dans les secteurs de la production agricole, de la restauration et dans le domaine culturel.

#### La forêt naturelle du Grandbeau

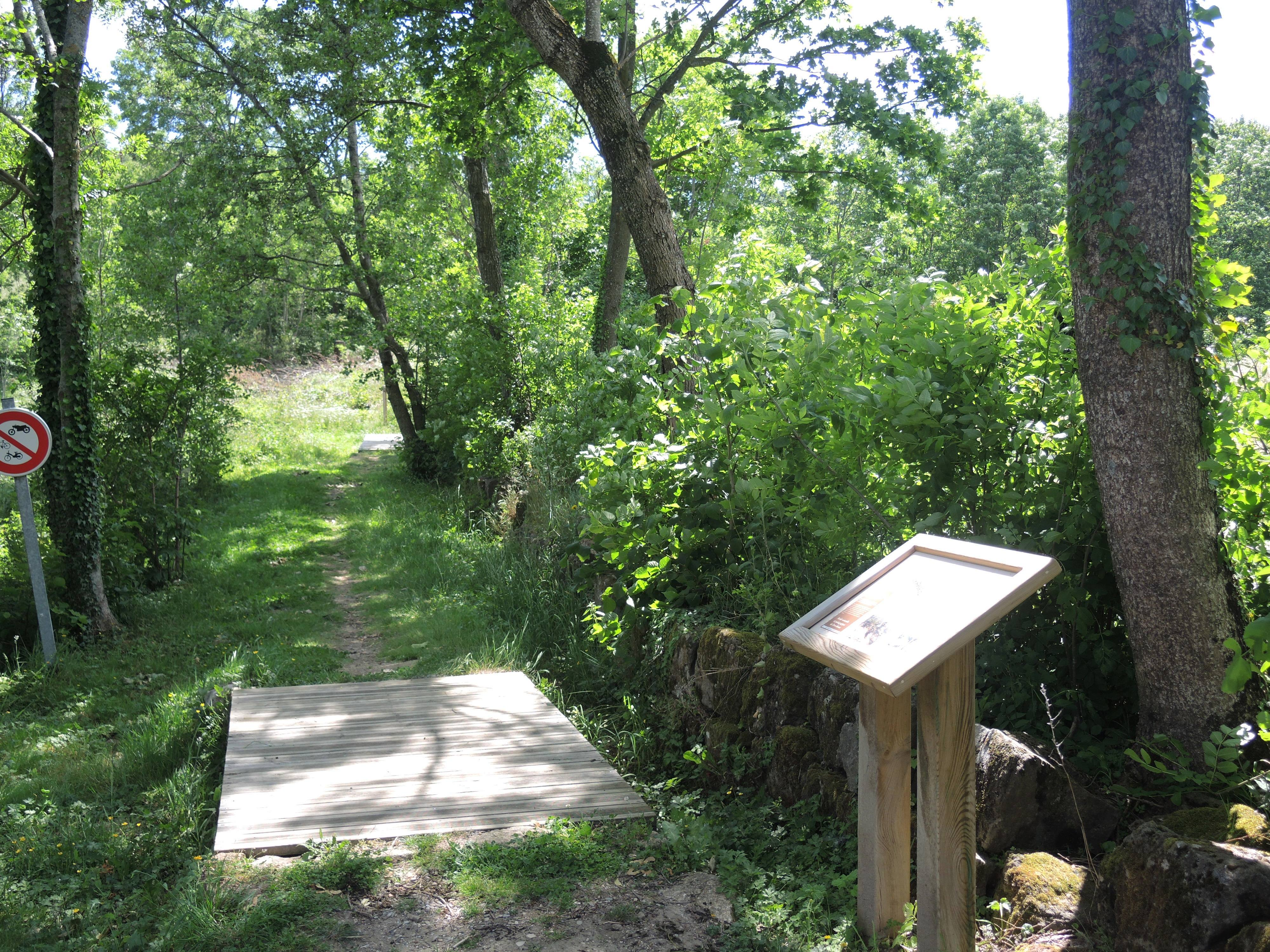
La forêt du Grandbeau, à la fois naturelle et touristique.

Cette forêt communale, située au sud du village au bord du ruisseau d'Embrun, avait subide nombreux dommages lors de la tempête de 1999. Son aménagement a été entrepris à partir de 2009. Ses sept hectares se répartissent entre prairie naturelle avec vieux fruitiers, zone autonome avec châtaigneraie et zone forestière. Deux sentiers ont été aménagés, l'un de 800 m, de l'entrée jusqu'au sommet, et une boucle de 200 m, accessible aux personnes à mobilité réduite à partir du parking supérieur. Des panneaux présentent les arbres et la vie de la forêt. À l'autre extrémité de la commune, la Roche des Vents est un site plus sauvage, mais moins facilement abordable.

#### Les cupules de Peyreboeuf

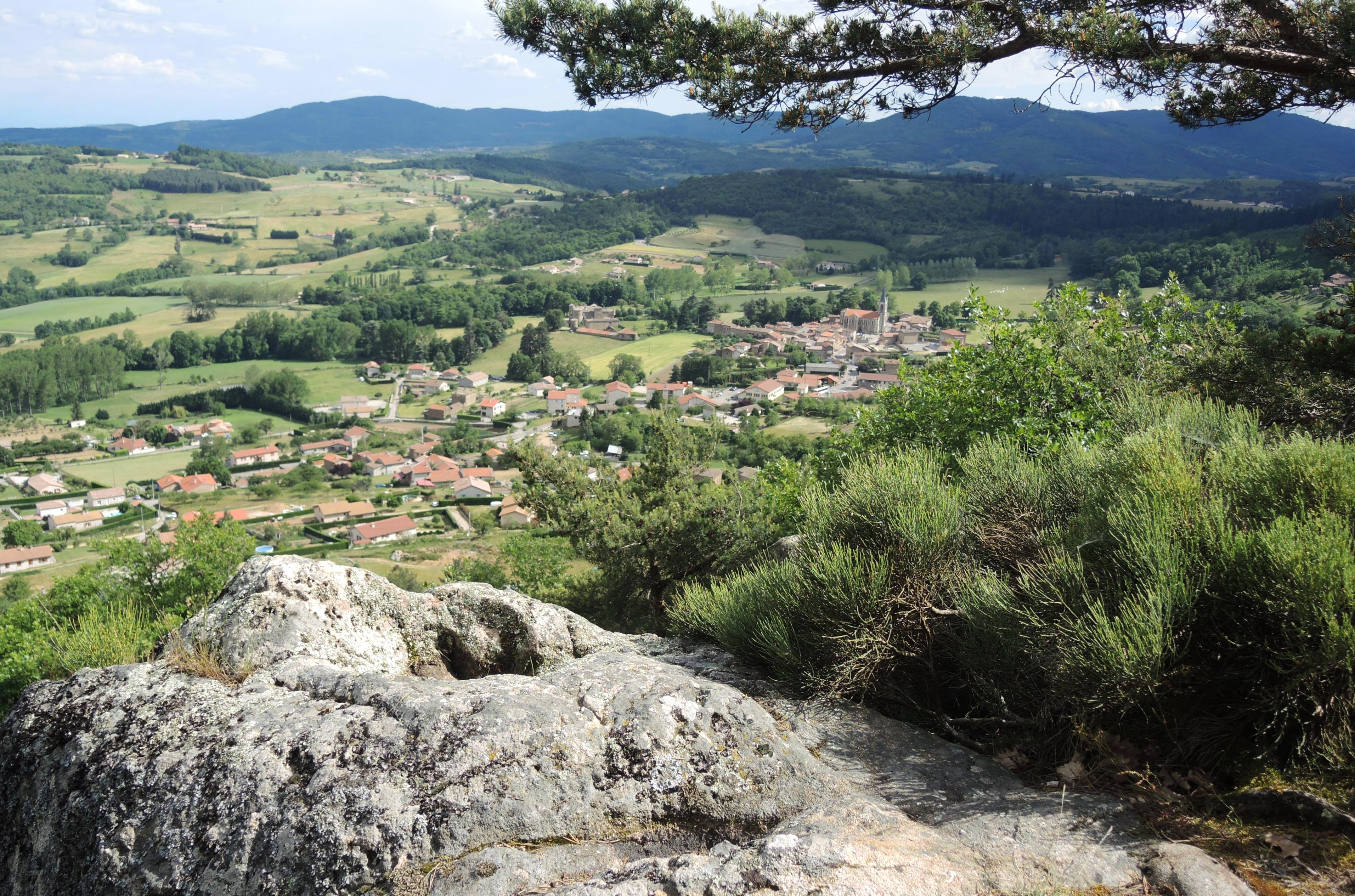
Le rocher de Peyreboeuf et ses deux cupules, qui dominent le village.

Le Nord Ardèche ne manque pas de sites rocheux où il semble que d'anciennes religions païennes aient pu célébrer un culte. On trouve souvent sur ces sites des « rochers à cupules » : des trous dans le rocher, peut-être naturels au départ, mais qui semblent avoir été agrandis volontairement. Certains sont très réguliers, d'autres pourraient être naturels. Pour les cupules du rocher de Peyre-Bœuf, on peut hésiter. Une autre cupule est peut-être plus convaincante sur un autre rocher au sommet de la colline. Le site de Peyre-Bœuf, qui domine la vallée, a pu être un lieu particulier, et on y imagine sans peine des sacrifices ou des incantations aux forces de la nature. Peut-être… Pour accéder au site, on peut encore retrouver un ancien chemin qui part du haut du pré du col qui mène à la Chomotte, et qui contourne la colline à l'horizontale jusqu'aux amas rocheux. On retrouve aussi dans ce secteur des traces d'anciennes terrasses.

### Personnalités liées à la commune
- Village natal de Marie de Fonscolombe (9 avril 1875), mère d'Antoine de Saint-Exupéry.
- Vincent d'Indy (1851-1931), compositeur : deux branches de sa famille ont habité Saint-Alban-d'Ay, dans le village ancien et au hameau de Romanieux.
- Louis Riboulet, écrivain, pédagogue et enseignant de philosophie.